# Eingana
Dans la mythologie des Aborigènes d'Australie, Eingana est une déesse de la fertilité et de la mort, qui se présente comme une serpente. Elle est la créatrice et mère des animaux et humains.

## Mythe
Eingana est la créatrice de toute chose ou mère originelle. Elle aurait engendré toutes les créatures en une seule grossesse,.
Elle est une déesse-serpent de la mort qui vécut dans le Temps du rêve. Elle n'avait pas les moyens de donner naissance. Ses enfants grandirent à l'intérieur d'elle, mais n'ayant pas de vagin, elle fut aidée par Barraiya. Ce dernier l'observa se tordre de douleur sur le sol, et lui transperça le corps près de l'anus avec sa sagaie pour qu'elle se libére des vies qui l'habitaient. Un flot de sang s'écoula et avec lui toutes les créatures vivantes sortirent de son giron : Kandagun le dingo chassa les créatures et les sépara en plusieurs groupes, chacun avec une langue différente. Certaines s'enfuirent en volant (les oiseaux), d'autres en nageant et d'autres, les kangourous, en sautant. Puis Barraiya rentra chez lui, dessina sa forme sur un rocher et se transforma ensuite en martin pêcheur.
Ses enfants lui restent attachés par un cordon ombilical et toute vie lui est liée. Si ce cordon vient à être coupé, les créatures attachées meurent. Selon le mythe, la mort de Eingana serait la mort de la vie même,.
Les cris de douleurs d'Eingana pendant son accouchement sont repris dans un rituel Kunapappi sous la forme d'un rugissement du taureau.

## Dans la culture
En 2002, deux sociétés françaises, EMG et M-Sat commercialisent un CD-ROM contenant un jeu se présentant comme un atlas interactif de la terre en trois dimensions baptisé Eingana,,,.
Une araignée est nommée d'après elle : Fentonia eingana.